# Александров, Евгений Геннадьевич
Евгений Геннадьевич Александров (род. 10 октября 1961, Ленинград) — советский и российский актёр театра и кино, телеведущий. Артист Санкт-Петербургского государственного музыкально-драматического театра «Буфф». Заслуженный артист Российской Федерации (1994).

## Биография
Родился 10 октября 1961 года в Ленинграде. Там же окончил школу и поступил в 1978 году с первой попытки в ЛГИТМИК на факультет драматического искусства (кафедра эстрады, класс И. Штокбанта). Со своей супругой Вероникой Козоровицкой много лет играет на одной сцене.
В год окончания ЛГИТМИКа (1983) стал артистом Санкт-Петербургского государственного музыкально-драматического театра"Буфф", в создании которого он участвовал вместе со своим курсом. Среди ролей — Дон Жуан в мюзикле по комедии Ж.-Б. Мольера, Паниковский в мюзикле «Великий комбинатор», Леон в комедии Жана Ануя «Генералы в юбках», Бокардон в комедии Лабиша «Милейший Селимар», художник Блез де Амбрие в спектакле «Блюз» по пьесе К. Манье и др. В авантюрной комедии «Бесконечные ноги любви» играл трех, совершенно непохожих друг на друга персонажей. Позже стал играть в спектаклях «Все тот же лес» (Несчастливцев), «Свадьба Кречинского» (Кречинский), «Эзоп» (Ксанф), «Дневник авантюриста» (Городулин), «Дикарь» (Роланд), «Сон в летнюю ночь» (Оберон), «И.О. или Роман с переодеванием» (Земцов), «Небесный тихоход» (Булочкин), «Ландыш серебристый» (Мисочкин).
Снимался в теле- и кинофильмах, а также сериалах: «Свидание», «Клиника», «Ширли-мырли», «Страницы театральной пародии», «Дон Кихот и Дон Жуан», «Улицы разбитых фонарей», «Черный ворон», «Охота на Золушку», «Крот», «Агент особого назначения», «Дорожный патруль», «Хуторянин», «Где-то на краю света», «Чужое лицо», «Опера», «Морские дьяволы», «Тайны следствия», «Опергруппа», «Убойная сила», «Ментовские войны» и др.. Кроме того, он вел на телевидении музыкальные и развлекательные программы «Кружатся диски», «Тот самый, с попугаем», «Утренняя почта» и другие. В 1986 году участвовал в конкурсе «Юрмала-86».
На эстраде выступает в качестве исполнителя современной песни, играет на различных инструментах: гитаре, трубе, ударных.
С 2004 года — профессор Санкт-Петербургского гуманитарного университета профсоюзов.

## Избранная фильмография
- 2022 Алекс Лютый. Дело Шульца — Константин Павлович Челдыш, главврач спорткомплекса
- 2021 Собор — князь Голицын
- 2017 Чужое лицо — Викулов
- 2017 Где-то на краю света — Боб Саныч
- 2016 Улицы разбитых фонарей-16 — Киреев
- 2015 Такая работа — Аркадий Зарецкий
- 2013 Хуторянин — Илья Ильич Медников, мэр
- 2013 Морские дьяволы. Смерч — Прохоров
- 2012 Время Синдбада — Кирилл Иванович Осетров (Камчатка)
- 2011 Улицы разбитых фонарей-11 — Гена Комаров
- 2011 Любовь и разлука — актёр
- 2011 Дорожный патруль — 10 — Луков
- 2011 Агент особого назначения-2 — Баранов
- 2009—2010 Слово женщине — эпизод
- 2009 Опергруппа — Александр Ларионов
- 2006 Тайны следствия — 6 — Максим Витальевич Армасов
- 2006 Опера-2. Хроники убойного отдела — Вадим Белкин
- 2005 Убойная сила-6 — Крайнов
- 2005 Ментовские войны-2 — Геннадий Михайлович Чирко
- 2004 Улицы разбитых фонарей-6 — Юрий Сергеевич
- 2004 Агентство 2 — заказчик
- 2003 Мангуст — Петр Петрович Филинов
- 2001—2004 Чёрный ворон — «дядя Кока»
- 2001 Улицы разбитых фонарей-3 — Ревякин
- 2001—2002 Крот — Андрей Сергеевич, директор телеканала Кузьмичёва
- 2000 Охота на Золушку — крупье
- 1996 Страницы театральной пародии
- 1995 Ширли-мырли — тележурналист
- 1994 Дон Кихот и Дон Жуан (фильм-спектакль) — Дон Жуан
- 1993 Не грусти (короткометражный)
- 1992 Странные мужчины Семёновой Екатерины — парень на вечеринке
- 1990 Судьба Короля (фильм-спектакль) — Сэм Филлипс / Боб Нил
- 1990 Палач — администратор в ресторане
- 1982 Свидание

## Награды и звания
- Орден Дружбы (14 августа 2014) — за большие заслуги в развитии отечественной культуры и искусства, телерадиовещания, печати, связи и многолетнюю плодотворную деятельность[2].
- Заслуженный артист Российской Федерации (11 апреля 1994) — за заслуги в области искусства[3].
- Благодарность Президента Российской Федерации (5 марта 2021) — за заслуги в развитие отечественной культуры и искусства, многолетнюю плодотворную деятельность[4].
- Благодарность Законодательного Собрания Санкт-Петербурга (23 октября 2013) — за выдающиеся личные заслуги в сфере культуры и искусства в Санкт-Петербурге, многолетнюю успешную творческую деятельность, а также в связи с 30-летием со дня основания Санкт-Петербургского государственного бюджетного учреждения культуры «Санкт-Петербургский государственный музыкально-драматический театр «Буфф»[5].